# Arceuthobium blumeri
Arceuthobium blumeri là một loài thực vật có hoa trong họ Santalaceae. Loài này được A.Nelson mô tả khoa học đầu tiên năm 1913.